# کوفته قلقلی‌ها ۲
کوفته قلقلی‌ها ۲ (به انگلیسی: Meatballs Part II) یک فیلم کمدی آمریکایی محصول سال ۱۹۸۴ و تنها دنباله فیلم کوفته قلقلی‌ها (۱۹۷۹) است. در این فیلم ریچارد مالیگن، همیلتون کمپ، جان منگاتی، کیم ریچاردز، آرچی هان، میستی رو و جیسون لوک بازی می‌کنند و کن ویدرهورن کارگردانی آن را بر عهده داشته‌است. فیلمنامه این فیلم را بروس فرانکلین سینگر بر اساس داستانی از مارتین کیتروسر و کارول واتسون نوشته‌است.

## انتشار فیلم
این فیلم در ۲۷ ژوئیه ۱۹۸۴ در سینماها اکران شد. این فیلم در ۴ مارس ۲۰۱۱ توسط کمپانی سرگرمی خانگی سونی پیکچرز به صورت دیسک دی‌وی‌دی منتشر شد.